# Jean Jan
 (mai 2018).
Si vous disposez d'ouvrages ou d'articles de référence ou si vous connaissez des sites web de qualité traitant du thème abordé ici, merci de compléter l'article en donnant les références utiles à sa vérifiabilité et en les liant à la section « Notes et références ».
Jean Jan, né le 15 juin 1772 à Baud, mort le 24 juin 1798 à Melrand, est un chef chouan lors de la Révolution française. Il est un des lieutenants de Georges Cadoudal.

## Biographie
Jean Jan naît dans le village de Jugon, situé sur la commune de Baud, le 15 juin 1772. Il est élève au collège de Vannes (aujourd'hui collège Jules Simon) à l'âge de 13 ans. 
À la Révolution, il est diacre. Il revient alors à Baud et forme une division de chouans, groupant huit communes. D'une taille imposante pour l'époque (1,79 m), Jean Jan a les cheveux châtain clair, les yeux bleus, le nez aquilin. Il est d'une force peu commune, doué d'une intelligence vive, et d'une volonté tenace.
Lieutenant de Georges Cadoudal, il participe au Débarquement de Quiberon en 1795, il est alors colonel de Division. Jean Jan et Claude Lorcy, dit l'invincible, vivent retirés dans deux cabanes de branchages construites entre les villages de Kerlay et Coêtsulan, dans un champ nommé Denigenne. 
Le 24 juin 1798, une colonne républicaine de Pontivy, composée de 22 grenadiers et d'un gendarme, se dirige sur Melrand Quistinic. M. Duparc, recteur de Melrand, caché au village de Norglaie, tente de les prévenir avec l'aide de Fanchon Le Saux, venue à la messe à la chapelle de Saint Laurent. Mais c'est trop tard. Fanchon Le Saux, native de Kerlay, promise au chef chouan, est blessée grièvement à la partie supérieure de la cuisse droite. Jean Jan et son compagnon sont tués dans le combat qui suivit, en défendant âprement leurs vies.

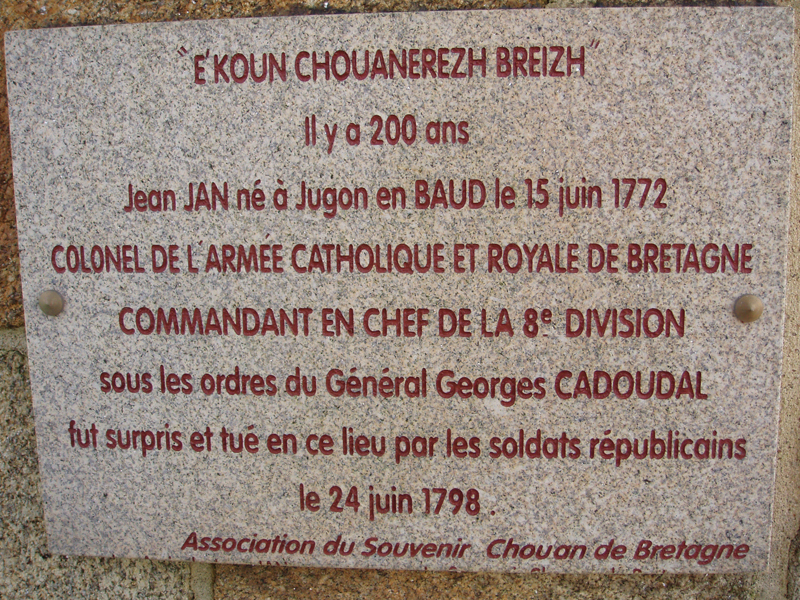

La dépouille de Jean Jan est conduite à Pontivy, et exposée pendant trois jours sur les murs de l'Hôpital. Il est enterré à Pontivy en un lieu inconnu. Le corps de l'invincible est inhumé dans la chapelle de Saint-Thuriau en Saint-Barthélemy.
Fanchon Le Saux demeure boiteuse toute sa vie de la blessure qu'elle avait reçue. Elle vit jusqu'à l'âge très avancé pour l'époque de 88 ans, et s'éteindra dans son village natal de Kerlay en Melrand.
La fin de Jean Jan fait grand bruit dans la région et provoque la satisfaction des Républicains et le désespoir des Chouans.

## Famille
Il semble que Jean Jan n'eut aucune descendance malgré la relation qu'il entretint avec Fanchon Le Saux (1770-1858). En effet, l'état-major de l'Armée catholique et royale prescrivait le célibat en son sein et, longtemps destiné à la prêtrise, il semble plus que probable que Jean Jan s'en soit tenu à une relation purement platonique avec sa promise qui, de son côté, devait être soucieuse de sa réputation et de sa vertu (contexte historique).

## Chanson
Les chouans composèrent des chansons sur sa mort, dont l'une est venue à nous.
Dé gouil Yehan, dé avait dé,

Jandarmet Baod, oé ar valé,
 
Ha ré Pondi e oé ehué.
 
E Melrand, p'ou dès arriuet,
 
Er vorh Kentéh ou dès gronet,
 
Bonjour don hyu, grogué Melrand,
 
Ne hués chet guélet er chouan ?
 
En tri mes e zou trémenet,
 
Nes chet guélet chouan erbet?
 
Gueu e laret grogué Melrand
 
Hués hint guélet, deh devehan
 
Fanchon Er Saux, dès achappet
 
De avertis er chouanet.